# Tobey (Lied)
Tobey (benannt nach dem Spider-Man-Schauspieler Tobey Maguire) ist ein Lied des US-amerikanischen Rappers Eminem, das er zusammen mit den Rappern Big Sean und BabyTron aufnahm. Der Song wurde am 2. Juli 2024 als zweite Single aus seinem zwölften Studioalbum The Death of Slim Shady (Coup de Grâce) veröffentlicht.

## Inhalt
In Tobey ziehen Eminem, Big Sean und BabyTron Parallelen zum Schauspieler Tobey Maguire, der Spider-Man spielte und besondere Fähigkeiten erlangte, nachdem er von einer Spinne gebissen wurde. Dagegen seien die Musiker von einer Ziege (englisch „Goat“ = Abkürzung für „Greatest of All Time“) gebissen worden, wodurch sie zu den besten Rappern aller Zeiten wurden. Textlich sind zahlreiche Wortspiele, Vergleiche und Metaphern sowie Kraftausdrücke, wie „Bitch“ und „Nigga“, enthalten. BabyTrons Strophe ist an Gangsta-Rap angelehnt, wobei er über Schusswaffengewalt, Kriminalität, Glücksspiel und das schnelle Leben auf der Straße rappt. Big Sean berichtet, wie er sich gegen seine Feinde durchsetzte und es allein zum Erfolg schaffte, indem er sein ganzes Herz und seine Seele in den Hip-Hop steckte. Zudem betont er seine Detroiter Herkunft und das Risiko, das er für seine Karriere einging. Eminem rappt über seinen Erfolg und den damit verbundenen Reichtum, mit dem er ein großes Anwesen kaufte. Des Weiteren macht er sich über Leute lustig, die ihn nicht zu den besten Rappern zählen, sondern stattdessen Musiker hören, die er längst hinter sich gelassen habe. Dabei erwähnt Eminem auch den Hip-Hop-Pionier Melle Mel, mit dem er verbale Streitigkeiten hatte. Letztendlich habe er sich nie zurückgehalten, zahlreiche Kontroversen ausgelöst und ein Vermächtnis hinterlassen, das auch anderen Detroiter Rappern, wie Big Sean und BabyTron, den Weg geebnet habe.
| Liedteil   | Künstler |
| Refrain    | BabyTron |
| 1. Strophe | BabyTron |
| 2. Strophe | Big Sean |
| 3. Strophe | Eminem   |

“Tobey Maguire got bit by a spider

But see, me, it was a goat

If you want space, I hope you take your helmet off

Soon as you get up to Venus and choke”

## Produktion
Der Song wurde von den Musikproduzenten Marvy Ayy, John Nocito, Daniyel, Carlton McDowell, Cole Bennett und Eminem produziert, die neben Big Sean, BabyTron und Luis Resto auch als Autoren fungierten.

## Musikvideo
Bei dem zu Tobey gedrehten Musikvideo, das am 8. Juli 2024 Premiere feierte, führte Cole Bennett Regie. Es verzeichnet auf YouTube über elf Millionen Aufrufe (Stand: Juli 2024). Das Video zeigt Eminem, BabyTron und Big Sean in braungrünen Anzügen, die den Song in einer teils futuristischen und animierten Welt rappen. Dabei sind die Rapper mehrfach nebeneinander zu sehen, während die Kamera an ihnen vorbeischwenkt. BabyTron rappt den Refrain und seine Strophe in einer Lagerhalle sowie wenig später auf einem Detroiter Hochhaus, während im Hintergrund Blitze durch den Himmel zucken. Am Ende zündet er einen Baseball an, den er Big Sean zuwirft. Dieser ist in einer raumschiffähnlichen Umgebung zu sehen, während er seinen Text rappt, bevor er ins Lagerhaus zurückkehrt, wo er einen Karton trägt. Eminem sitzt zu Beginn seiner Strophe auf der Veranda seines Jugendhauses in Detroit und läuft kurz darauf durch einen Zug. Schließlich befindet er sich in einer dunklen Halle und ist von Blut umgeben. Am Ende wechselt das Video zu schwarz-weiß und Eminem trägt eine Maske, während er eine Kettensäge benutzt und Blut spritzt.

## Single

### Covergestaltung
Das Singlecover ist im Comicstil gehalten und referenziert auf ein Meme, in dem drei Spider-Men aufeinander zeigen. So sind Eminem, Big Sean und BabyTron in braungrünen Anzügen zu sehen, die gegenseitig mit den Händen aufeinander zeigen. Links im Hintergrund ist eine Ziege, die aus einem Auto guckt und die Szene beobachtet. Oben im Bild befindet sich der weiße Titel Tobey, während am unteren Bildrand die schwarzen Schriftzüge Big Sean und BabyTron sowie ein umgedrehtes E (für Eminem) stehen.

### Chartplatzierungen
Tobey stieg am 12. Juli 2024 auf Platz 65 der deutschen Singlecharts ein und belegte in der folgenden Woche Rang 71, bevor es die Top 100 verließ. Im Vereinigten Königreich erreichte das Lied Position 29 und in den Vereinigten Staaten Platz 24.
| ChartsChartplatzierungen       | Höchstplatzierung | Wochen |
| ------------------------------ | ----------------- | ------ |
| Deutschland (GfK)              | 65 (2 Wo.)        | 2      |
| Österreich (Ö3)                | 58 (2 Wo.)        | 2      |
| Schweiz (IFPI)                 | 31 (1 Wo.)        | 1      |
| Vereinigte Staaten (Billboard) | 24 (5 Wo.)        | 5      |
| Vereinigtes Königreich (OCC)   | 29 (3 Wo.)        | 3      |

### Auszeichnungen für Musikverkäufe
| Land/Region | Auszeichnungen für Musikverkäufe (Land/Region, Auszeichnung, Verkäufe) | Verkäufe |
| ----------- | ---------------------------------------------------------------------- | -------- |
| Kanada (MC) | Gold                                                                   | 40.000   |
| Insgesamt   | 1× Gold ·                                                              | 40.000   |

Hauptartikel: Eminem/Auszeichnungen für Musikverkäufe